# Deborah Kara Unger
Deborah Kara Unger (Vancouver, 12 maggio 1966) è un'attrice canadese.

## Biografia
Figlia di una agente immobiliare e di un ginecologo, la madre ha origini russe e siberiane, mentre il padre ha origini svedesi. La Unger ha studiato filosofia ed economia alla "University of British Columbia", in seguito, intenzionata a studiare recitazione, diventa la prima cittadina canadese ad essere ammessa all'Australian National Institute of Dramatic Art. Debutta con un piccolo ruolo nella miniserie tv Bangkok Hilton, che vede come protagonista Nicole Kidman.
Dopo aver lavorato nel film tv ad episodi di David Lynch Hotel Room, si fa notare nei film Crash di David Cronenberg e The Game - Nessuna regola di David Fincher; in quest'ultimo si rompe addirittura un piede durante le riprese. Successivamente lavora nei film Payback - La rivincita di Porter, Hurricane - Il grido dell'innocenza e Sunshine. Proprio in Sunshine, film di István Szabó, si fa notare per una controversa scena di nudo, come già avvenuto in Crash.
Dopo aver recitato in Salton Sea - Incubi e menzogne, ottiene critiche positive per la sua interpretazione di Thirteen - 13 anni di Catherine Hardwicke. Inoltre ha preso parte ai film Una canzone per Bobby Long, Silent Hill, 88 minuti, Shake Hands with the Devil e Fury.

## Filmografia parziale

### Cinema
- Giuramento di sangue (Prisoners of the Sun), regia di Stephen Wallace (1990)
- Breakaway, regia di Don McLennan (1990)
- L'ultimo carico d'oro (Till There Was You), regia di John Seale (1990)
- Perversione mortale (Whispers in the Dark), regia di Christopher Crowe (1992)
- Highlander 3 (Highlander III: The Sorcerer), regia di Andrew Morahan (1994)
- Crash, regia di David Cronenberg (1996)
- Libertà vigilata (No Way Home), regia di Buddy Giovinazzo (1996)
- Keys to Tulsa, regia di Leslie Greif (1997)
- The Game - Nessuna regola (The Game), regia di David Fincher (1997)
- Emozioni pericolose (Luminous Motion), regia di Bette Gordon (1998)
- Rat Pack - Da Hollywood a Washington (The Rat Pack), regia di Rob Cohen (1998)
- Payback - La rivincita di Porter (Payback), regia di Brian Helgeland (1999)
- Weekend (The Weekend), regia di Brian Skeet (1999)
- Sunshine, regia di István Szabó (1999)
- Hurricane - Il grido dell'innocenza (The Hurricane), regia di Norman Jewison (1999)
- Ten Tiny Love Stories, regia di Rodrigo García (2001)
- Salton Sea - Incubi e menzogne (The Salton Sea), regia di D.J. Caruso (2002)
- Cuori estranei (Between Strangers), regia di Edoardo Ponti (2002)
- Thirteen - 13 anni (Thirteen), regia di Catherine Hardwicke (2003)
- Una canzone per Bobby Long (A Love Song for Bobby Long), regia di Shainee Gabel (2004)
- White Noise - Non ascoltate (White Noise), regia di Geoffrey Sax (2005)
- The Alibi, regia di Matt Checkowski e Kurt Mattila (2006)
- Silent Hill, regia di Christophe Gans (2006)
- 88 minuti (88 Minutes), regia di Jon Avnet (2007)
- Shake Hands with the Devil, regia di Roger Spottiswoode (2007)
- Walled In - Murata viva (Walled in), regia di Gilles Paquet-Brenner (2009)
- Il cammino per Santiago (The Way), regia di Emilio Estevez (2010)
- A Dark Truth - Un'oscura verità (A Dark Truth), regia di Damian Lee (2012)
- Fury (The Samaritan), regia di David Weaver (2012)
- Silent Hill: Revelation 3D, regia di M. J. Bassett (2012)
- Jackals - La setta degli sciacalli (Jackals), regia di Kevin Greutert (2017)
- Vendetta - Una storia d'amore (Vengeance: A Love Story), regia di Johnny Martin (2017)

### Televisione
- Bangkok Hilton - miniserie TV, 3 puntate (1989)
- Hotel Room, regia di David Lynch e James Signorelli - film TV (1993)
- State of Emergency, regia di Lesli Linka Glatter - film TV (1994)
- L'ultima conquista (Angel and the Bad Man), regia di Terry Ingram - film TV (2009)
- Combat Hospital - serie TV, 13 episodi (2011)

## Doppiatrici italiane
Nelle versioni in italiano dei suoi film, è stata doppiata da:
- Laura Boccanera in Crash, Hurricane - Il grido dell'innocenza, Silent Hill, Combat Hospital, Silent Hill: Revelation 3D, Vendetta - Una storia d'amore
- Emanuela Rossi in Cuori estranei, White Noise - Non ascoltate
- Alessandra Korompay in Una canzone per Bobby Long, 88 minuti
- Roberta Pellini in Thirteen - 13 anni, Il cammino per Santiago
- Roberta Greganti in Highlander 3, Weekend, Fury
- Cristina Boraschi in A Dark Truth - Un'oscura verità
- Emilia Costa in Le chiavi per Tusla
- Cristiana Lionello in The Game - Nessuna regola
- Barbara Castracane in Rat Pack - Da Hollywood a Washington
- Stefania Romagnoli in Walled In - Murata viva